# Mirage Rock
Mirage Rock är det fjärde studioalbumet med den amerikanska indierockgruppen Band of Horses. Albumet släpptes 18 september 2012 på Columbia Records. Albumet släpptes också i en deluxe-version med en EP kallad Sonic Ranch Sessions. Mirage Rock klättrade till nummer 13 på US Billboard 200, nummer 20 på UK Albums Chart och nummer 15 på Sverigetopplistan.

## Låtlista
1. "Knock Knock" (Bridwell / Reynolds) – 3:58
2. "How to Live" (Bridwell / Reynolds) – 3:27
3. "Slow Cruel Hands of Time" (Bridwell) – 3:50
4. "A Little Biblical" (Bridwell / Reynolds) – 2:54
5. "Shut-In Tourist" (Bridwell / Ramsey) – 4:09
6. "Dumpster World" (Bridwell) – 3:43
7. "Electric Music" (Bridwell / Reynolds) – 3:32
8. "Everything's Gonna Be Undone" (Ramsey) – 3:19
9. "Feud" (Bridwell) – 2:56
10. "Long Vows" (Bridwell) – 3:43
11. "Heartbreak on the 101" (Bridwell / Reynolds / Ramsey) – 4:01

Bonusspår
1. "Ego Nightmare" (iTunes bonusspår) – 3:26

Sonic Ranch Sessions

Deluxe-utgåvan av Mirage Rock innehåller EP:n Sonic Ranch Sessions. EP:n spelades in i Sonic Ranch Studio i El Paso, Texas och producerades av bandet.
1. Mirage Rock" (Bridwell) – 4:12
2. "Irmo Bats" (Bridwell) – 3:05
3. "Relly's Dream" (Bridwell / Monroe) – 4:09
4. "Catalina" (Bridwell / Ramsey) – 4:24
5. "Bock" (Bridwell) – 4:44

## Medverkande
Band of Horses
- Benjamin Bridwell – sång, gitarr, trummor
- Creighton Barrett – trummor, percussion
- Ryan Monroe – gitarr, sång, keyboard, percussion
- Bill Reynolds – basgitarr, gitarr, percussion
- Tyler Ramsey – gitarr, keyboard, percussion, sång, theremin

Bidragande musiker
- Eric Gorfain – violin
- Daphne Chen – violin
- Lauren Chipman – viola
- Richard Dodd – cello